# 定襄关王庙
38°29′28″N 112°57′20″E / 38.49111°N 112.95556°E
定襄关王庙位于中国山西省定襄县定襄二中内，2006年被列为第六批全国重点文物保护单位。
定襄关王庙始建于北宋宣和五年（1123年），现仅存无梁殿一座。无梁殿坐西朝东，面阔三间，进深二间，单檐歇山顶。